# 霞川
霞川（かすみがわ）は、東京都多摩地域及び埼玉県西部を流れる荒川水系入間川の支流で、一級河川である。延長15.8キロメートル、流域面積26.8平方キロメートル別名・桂川。

## 地理
霞川は、東京都青梅市根ヶ布の天寧寺裏にある霞池を水源として都内では青梅市に流域を持ち、青梅市中央部加治丘陵の南麓を東に流れ、入間市流下して狭山市広瀬地先で入間川豊水橋下流右岸に注ぐ荒川水系の一級河川である。上流域は桂川もしくは葛川とも称する。
入間市春日町付近で赤間川が霞川の下をくぐっている。
また、霞川は不老川、柳瀬川、黒目川、白子川、石神井川に並ぶ古多摩川の名残川の一つであると思われる。

かつて多摩川は、青梅を扇頂とする扇状地を、蛇行しながら主に北東方向に流れていた。その後、1万3千年から2万年前に逆断層である箱根ヶ崎断層の活動により隆起したため、流路を遮られた本流は断層に沿って南東方向に流路を変え、現在に近い流路となる。

## 治水
第二次世界大戦以前は、何度も水害を引き起こしており1945年（昭和20年）には堤防が決壊して死者も出た。戦後は堤防の整備が進められた。2016年（平成28年）8月に台風9号が首都圏に接近した際には、集中豪雨により流域内で床上浸水や護岸崩壊などの被害が出ている。
平成7年から平成18年度にかけて霞川調節池が整備され、88,000立方メートルの水をためることができる。

## 流域の自治体
- 東京都
  - 青梅市
- 埼玉県
  - 入間市、狭山市

## 橋梁
上流から

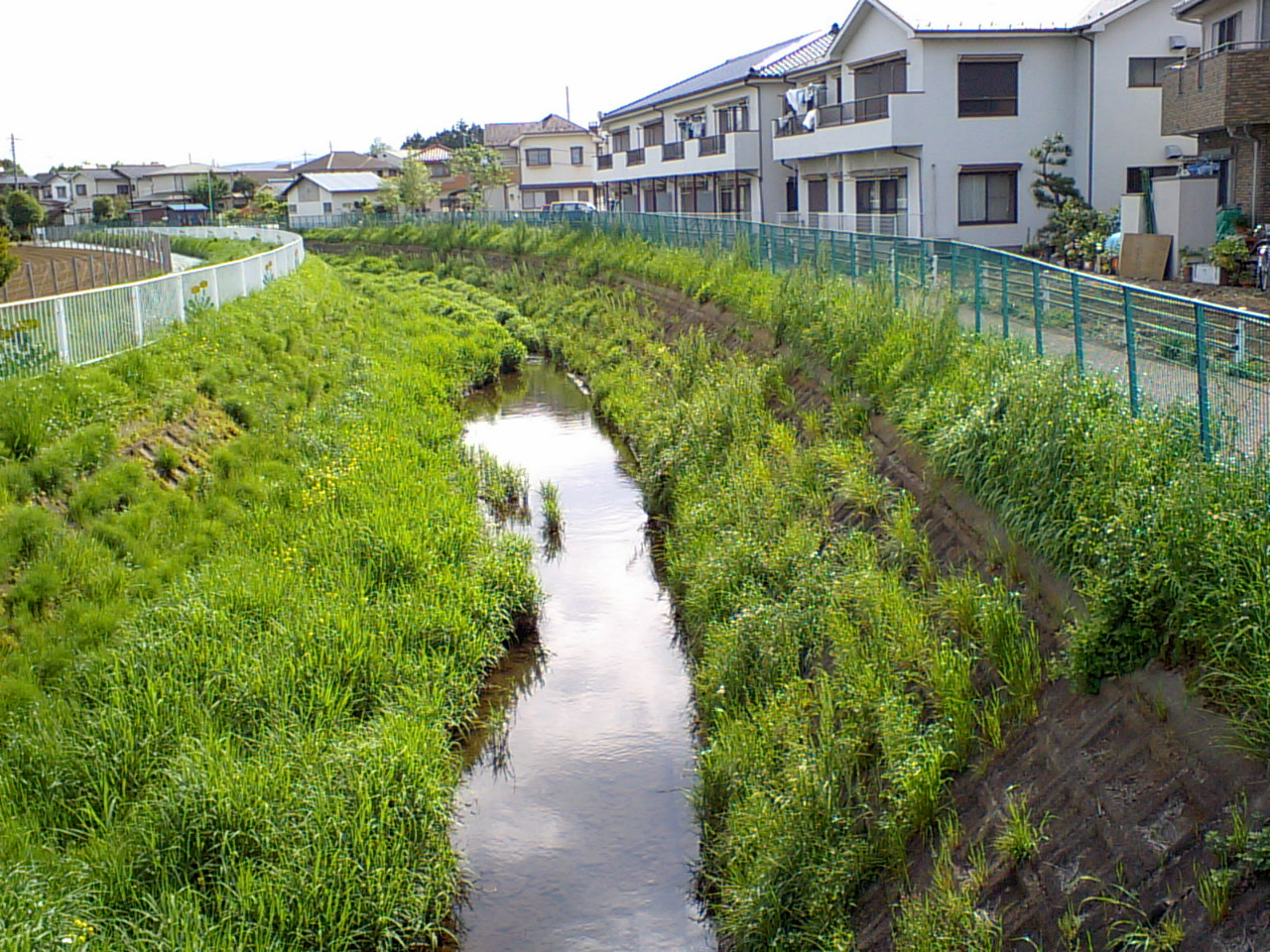
東京都青梅市今井一、五反田橋付近

- 柿沢橋（東京都道・埼玉県道28号青梅飯能線）
- 城前橋
- 山城橋（城前東通り）
- かど橋
- 根岸橋
- 前坂橋
- 公礼橋
- 神戸橋
- 霞橋（東京都道194号成木河辺線）
- 二本橋
- 稲荷橋
- 日野詰橋
- 五反田橋
- 藤の木橋
- 観音橋
- 下天神橋
- 別当橋
- 大橋
- 金子橋（東京都道・埼玉県道63号青梅入間線）
- 桂源橋
- 大橋
- 桂橋
- JR東日本八高線
- 八高歩道橋（人道橋）
- 八瀬橋（東京都道・埼玉県道218号二本木飯能線）
- 中央橋
- 西三ツ木橋
- 御誉田橋
- 中橋
- 矢口橋
- 欄干橋
- 大橋
- 上橋
- 中橋
- 三輪橋
- 大六天橋
- 大橋
- 向橋
- 第二かすみ橋
- 清水橋
- 境橋
- 小谷田橋
- 千代橋
- 桂橋
- 首都圏中央連絡自動車道
- 一二三橋
- 東橋（東京都道・埼玉県道63号青梅入間線）
- 霞川橋（国道299号バイパス）
- 昌蜂橋
- 和田橋（国道16号）
- ほのぼのはし（人道橋）
- 扇橋
- 豊高橋
- 新霞橋
- 高倉橋（国道16号）
- 西武池袋線
- 万世橋（人道橋）
- 霞橋（国道299号）
- いっさん橋（人道橋）
- 大和橋
- 向橋
- 万年橋